# (4809) Robertball
(4809) Robertball ist ein Asteroid des Hauptgürtels, der am 5. September 1928 vom deutschen Astronomen Max Wolf an der Landessternwarte Heidelberg-Königstuhl (IAU-Code 024) bei Heidelberg entdeckt wurde.
Der Asteroid wurde am 26. November 2004 nach dem irischen Astronomen, Mathematiker und Verfasser populärwissenschaftlicher Bücher Robert Stawell Ball (1840–1913) benannt.